# Helge Sach
Helge Sach (* 30. Dezember 1956 in Zarnekau) ist ein deutscher Segler und Segeltrainer.

## Werdegang
Sach wuchs auf dem elterlichen Bauernhof auf. Zusammen mit seinem Bruder Christian Sach begann er im Jahr 1966 mit dem Segelsport. In der Bootsklasse Tornado wurden die beiden Brüder 1992, 1993, 1996 und 2001 deutsche Meister, 1988 und 1997 belegten sie zweite Plätze.
2006 wurden sie Weltmeister in der F18-Klasse. 1994 erreichten Helge und Christian Sach bei der Tornado-Weltmeisterschaft den zweiten Rang, 1990 sowie 1995 gewannen sie bei den Europameisterschaften Bronze. Die Sach-Brüder wurden Rekordgewinner bei der Travemünder Woche, 2021 holten sie bei der Veranstaltung ihren 21. Sieg. Sie gewannen ebenfalls mehrfach bei der Kieler Woche, an der sie erstmals 1973 teilnahmen.
1997 wurde Sach Bundestrainer für die Bootsklasse 49er Jolle. Sach übte beim Deutschen Segler-Verband vier Jahre das Amt des Aktivensprechers aus. Acht Jahre war er stellvertretender Vorsitzender der Internationalen Tornado-Klassenvereinigung (ITA).
Sach veröffentlichte mehrere Segelfachbücher über Katamaran- und Jollensegeln.